# Stadion Olimpijski w Nawakszut
Stadion Olimpijski w Nawakszut – wielofunkcyjny stadion sportowy w stolicy Mauretanii, Nawakszut. Głównie wykorzystywany jest do gry w piłkę nożną, chociaż obiekt służy także do zawodów lekkoatletycznych. Służy również jako stadion narodowy i jest obecnie używany głównie dla meczów piłki nożnej. Swoje mecze rozgrywają na nim reprezentacja Mauretanii w piłce nożnej oraz drużyny piłkarskie ASC Tevragh Zeďna, ASC Mauritel, ASC Garde Nationale, ASC Dar Naďm, ACS Ksar. Stadion może pomieścić 40 000 widzów.